# Delma hebesa
Delma hebesa — вид геконоподібних ящірок родини лусконогових (Pygopodidae). Ендемік Австралії. 

## Поширення й екологія
Delma hebesa мешкають на південному узбережжі Західної Австралії. Вони живуть у протеєвих чагарниках і пустищах.